# Euchalcia achaiae
Euchalcia achaiae är en fjärilsart som beskrevs av Claude Dufay 1968. Euchalcia achaiae ingår i släktet Euchalcia och familjen nattflyn. Inga underarter finns listade i Catalogue of Life.